# Furacão Debby (2000)
O Furacão Debby se formou ao leste das Ilhas Windward no Caribe em 20 de agosto de 2000. A tempestade foi considerada de Categoria 1 pela Escala de Furacões de Saffir-Simpson. Atingiu Porto Rico e continuou correndo a oeste e dissipou em Cuba dia 24 de agosto de 2000, não houve nenhuma morte.